# 市橋尚史
市橋 尚史（いちはし なおふみ、2月5日 - )は、日本の男性声優。千葉県佐倉市出身。RME所属。

## 人物
趣味は筋トレ、読書、麻雀、ヒトカラ。特技はモノマネ、口笛。

## 出演

### テレビアニメ
- Dimension W（2016年、Qi隊員 他）
- 戦姫絶唱シンフォギアAXZ（2017年、バルベルテ高官）
- 魔法陣グルグル（2017年、見物客B）

### 劇場アニメ
- ノーゲーム・ノーライフ ゼロ（2017年、男C）

### Webアニメ
- 無責任ギャラクシー☆タイラー（2017年、トランキライザー）

### ゲーム
2011年
- 久遠の絆 再臨詔 フルボイス版（安倍保名 他）

2014年
- プロジェクト・ニンバス（オカ・イレル）

2016年
- NightCry（ニュースキャスター 他）
- Shadow Tactics: Blades of the Shogun（ムゲン）
- THE NEW GATE（ウォルフガング・エストレア）

2017年
- アトム：時空の果て（ビッグX）

2018年
- 王に俺はなる（干将、李蓮英）
- 革命フロントライン（司馬懿、姜維、董卓）
- キングダムカム・デリバランス（ラジク・コビラ）
- ステラストーリア-遥かなる七つの約束-（ノア）
- レイルウェイ エンパイア（将軍）

2021年
- イース6 オンライン〜ナピシュテムの匣〜（ドギ）

2024年
- ミステリーの歩き方（内田博）

### ドラマCD
- スピルカタ（クリス）

### 吹き替え

#### 映画
- アイスブレイカー 超巨大氷山崩落（ククシュキン）
- 愛・ビート・ライム（デレク〈ルシアン・ラヴィスカウント〉）※Netflix版
- アップグレード（グレイ・トレイス〈ローガン・マーシャル＝グリーン〉）
- ALONE/アローン（トミー）
- イントゥ・ザ・ミッション（エフィレンコ）
- ヴァイキング・サーガ（ヘリワード）
- ウォリアー（レットポット）
- エージェント・スティール（ギー 他）
- エリザベス 神なき遺伝子（ヴィクター）
- オーバードライヴ（トレス、ボーンズ 他）
- オレの獲物はビンラディン（ナレーター）
- ガガーリン 世界を変えた108分（ゲルマン）
- かけがえのない人（テッド 他）
- キャビンフィーバー・リブート（ポール）
- ギャロウ・ウォーカー 煉獄の処刑人（モスカ、レッド 他）
- コードネーム リクイデーター（イゴール）
- ゴール・オブ・ザ・デッド（ピエール 他）
- ザ・バッグマン 闇を運ぶ男（リザード 他）
- ザ・フューリー -烈火の戦場-（シムズ）
- サベージ・キラー（コーディ、バーテン）
- サベージ・キラー2（リー）
- シー・サバイバー（アミン 他）
- 人生の動かし方（デル・スコット〈ケヴィン・ハート〉）※ソフト版
- ストーンウォール（コンガ）
- セキュリティ（エディ〈アントニオ・バンデラス〉）
- タイムトラベラーの系譜 ルビー・レッド（フォーク）
- チャイニーズフェアリーストーリー（後夏）
- 沈黙の処刑軍団（クレイ）
- 沈黙の製裁（チー）
- This Christmas（マルコム）
- ドラゴン・パール 謎の皇帝のドラゴンボール（ウー）
- ナンバー37（ランダル）
- バーニング・ブラッド（イグナシオ 他）
- 美女と野獣 Beauty and the Beast（レオン）
- ビリー・ザ・キッド 孤高のアウトロー（グラント・カットラー〈クリス・プラット〉）
- プリズン・ダウン（マーティン 他）
- フレンチ・ディスパッチ ザ・リバティ、カンザス・イヴニング・サン別冊（エルメス・ジョーンズ〈ジェイソン・シュワルツマン〉[3]）
- 不良探偵ジャック・アイリッシュシリーズ（スタン 他）
- ブレンダムとケルズの秘密（ケルアッハ院長）
- PROSPECT プロスペクト（デイモン〈ジェイ・デュプラス〉）
- 兵器人間（アラン）
- ベテラン（ヤン室長 他）
- マンテラ トランスフォーマーズ（アズマン）
- MIA-ミア-（デイガー　他）
- 皆殺しの流儀（マズ 他）
- 傭兵奪還（シュースター〈ジェームズ・カーン〉）※テレビ東京版
- ラスト・ガン（ジョー 他）
- リベンジ・オブ・ザ・グリーン・ドラゴン（チキンウィング 他）
- ルール 無法都市（ウィル・ガンツ）
- レッド ・リベンジ（サルヴァドール）
- RENDEL レンデル（レンデル / ラモ〈クリストフェル・グンメルス〉）

#### ドラマ
- ヴェルサイユ（モンコート）※Netflix版
- オー・マイ・クムビ（マ・サンス弁護士〈イ・ジョンズ〉）
- オザークへようこそ（ゲート）※Netflix版
- グレート・ニュース（ダグ、ダニエル 他）※Netflix版
- THE RIVER 呪いの川（ヘイダー 他）※Netflix版
- 12モンキーズ シーズン3 - 4（エイサン）
- ドラベラーズ（レイ・グリーン）※Netflix版
- マーロン（マーロン〈マーロン・ウェイアンズ〉）※Netflix版

#### アニメ
- 海賊の行く手（クラウス 他）
- サミーと海の仲間たち（フィリップ 他）※Netflix版
- ナッツジョブ リバティパーク奪還作戦!! (ガンター)
- ポータウンのなかまたち（パイロット、会場アナ、市民ポー、街のポー、男性業者）
- トランスフォーマー アーススパーク（ロボットの声[4]、男性捜査官[5]、エンバーストーン[6])

#### ドキュメンタリー
- Formula 1: 栄光のグランプリ（シリル・アビテブール、ケビン・マグヌッセン、ほか）

### ボイスオーバー
- パーフェクト・スイーツS1 - S3クリスマス編

### ナレーション
- 映画「バウンティーハンターズ」予告編
- 株式会社プラッツ「上場までのあゆみ」
- ゲーム 「三国志幻魔伝」PV
- 診断所スマート精算機「NOMACa-Stand」
- スカーコート「君の笑顔が ぼくたちの未来をつくる」
- スターキージャパン「シナジーQシリーズ」
- テレビ東京「ビジネスインパクト!2020」
- ZAMST
- 明色化粧品「モイストラボBB」藻井寿塗ラブ男
- 横浜市立大学データサイエンス学部「〜未来はデータが見えてくる〜」
- YouTube「目指せ!Fの頂」（レギュラー）
- 報道ドキュメンタリー特別放送「あなたのもとへ〜こうのとり最前線」（PKB毎日放送）